# ネイバーフッド・エレクトリック・ビークル

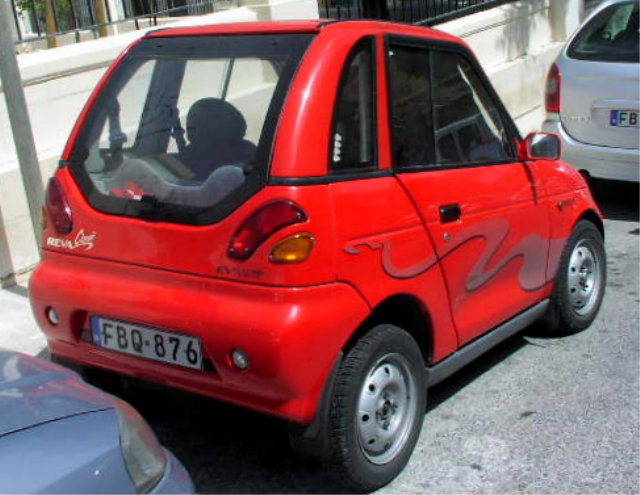
インドのレーバー 2ドアは米国内ではNEVとして、その他の地域では四輪自動車として商業化される。

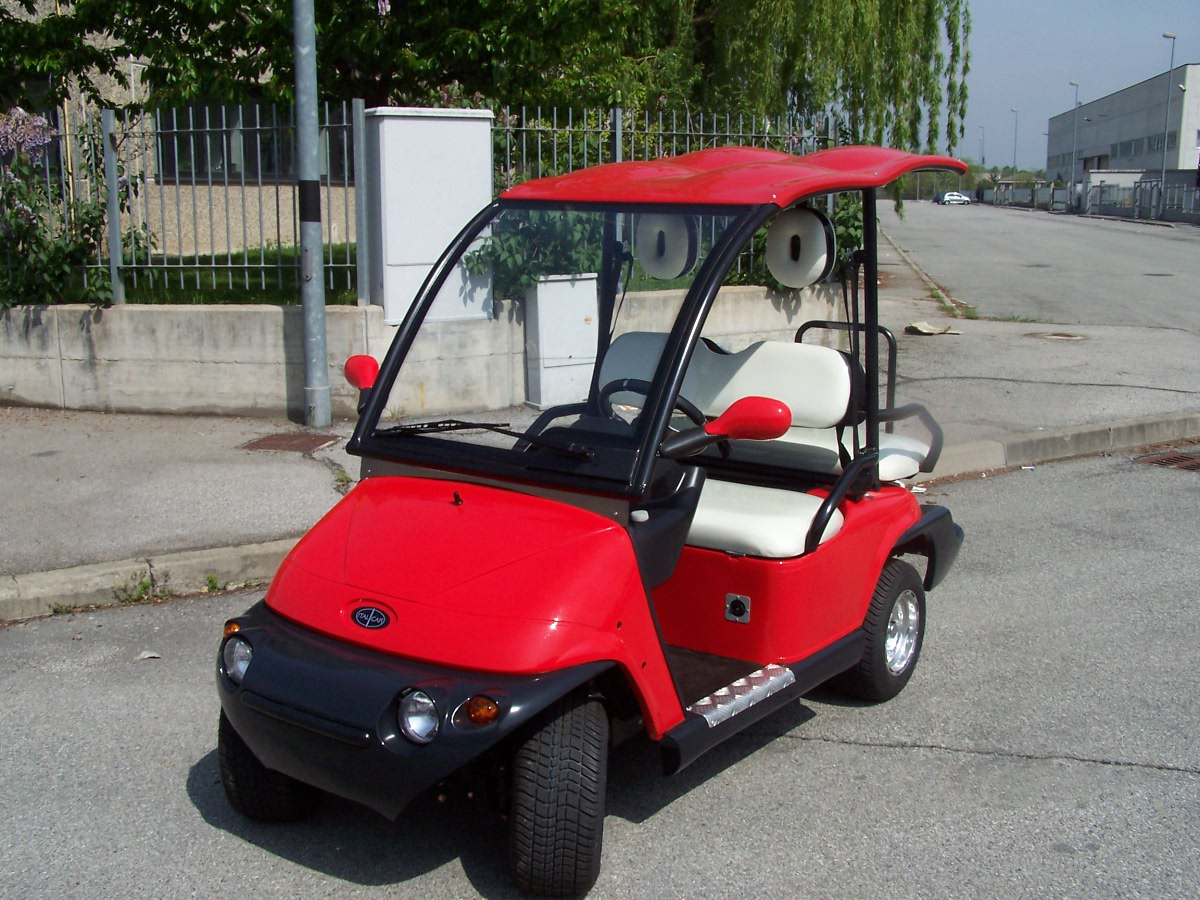
An Italcar EV

ネイバーフッド・エレクトリック・ビークル（近隣用電気輸送機器）（Neighborhood Electric Vehicle、NEV）とは、近隣走行用に速度制限されたバッテリー式電動輸送機器（BEV）について米国運輸省が定めた分類の一種である。NEVは高価な化石燃料の代替となり、また炭酸ガス放出の責任を軽くする機会を運転者に提供する。住宅の標準的な電源コンセントから充電する標準的な乗り物として、NEVは化石燃料のごく一部に限り効果がある。これらの乗り物のために太陽光発電や風力発電を使うことで、NEVは化石燃料を使わず走行する可能性がある。

## 米国規則
NEVは連邦政府が認めた公道仕様の車両区分である。その区分は1998年に連邦自動車安全基準500（FMVSS 500）の下に決められた。NEVの車両区分は連邦規則における「低速車」にあたる。
NEVは車両総重量等級（GVWR: en:Gross vehicle weight rating）が1,400kg（3,000ポンド）未満かつ最高速度が32km/h（20mph）から40km/h（25mph）の間の4輪自動車と定義されている。一般的にNEVを認可する州はNEVの運転を最高速度が56km/h（35mph）から72km/h（45mph）の道路に制限する。連邦法により、自動車販売店は法律上40km/h（25mph）より速く走る自動車を販売できないが、購入者は容易にその自動車を56km/h（35mph）で走るように改造できる。ただし、もし40km/hを超過する改造がされれば、その自動車は乗用車の安全要求事項を受けるようになる。
連邦法で義務付けられた安全装置の不備やNEVの設計上対応できないという特徴のため、一充電あたり48km（30マイル）という典型的な走行範囲と3年間という典型的な電池の耐久性と相まって、これらの速度制限は必要とされる。メーカーに対する連邦の安全要件を満たすため、NEVは、3点式または2点式のシートベルト、フロントガラス、フロントワイパーは必要ではなく、走行灯、前照灯、制動灯、反射板、バックミラー、および方向指示器を装備しなければならない。多くの場合、ドアはオプションでもよく、他車からの衝突保護はシートベルトの使用により自転車などその他の軽車両と比較してある程度は満たされる。

### 米国州の規則
NEVを運用するための規則は州によって異なる。しかしながら、連邦政府はStandard 571.500（連邦自動車安全基準 500）を超える安全装置を必要とすることから州や地方自治体より優先する。一般に、NEVは登録されなければならず、また運転者は免許を与えられなければならない。エアバッグは必要でないため、普通はNEVは高速道路で移動できない。多くの州内でNEVは56km/h（35mph）以下の制限速度の道路に制限されている。

## コミュニティ設計

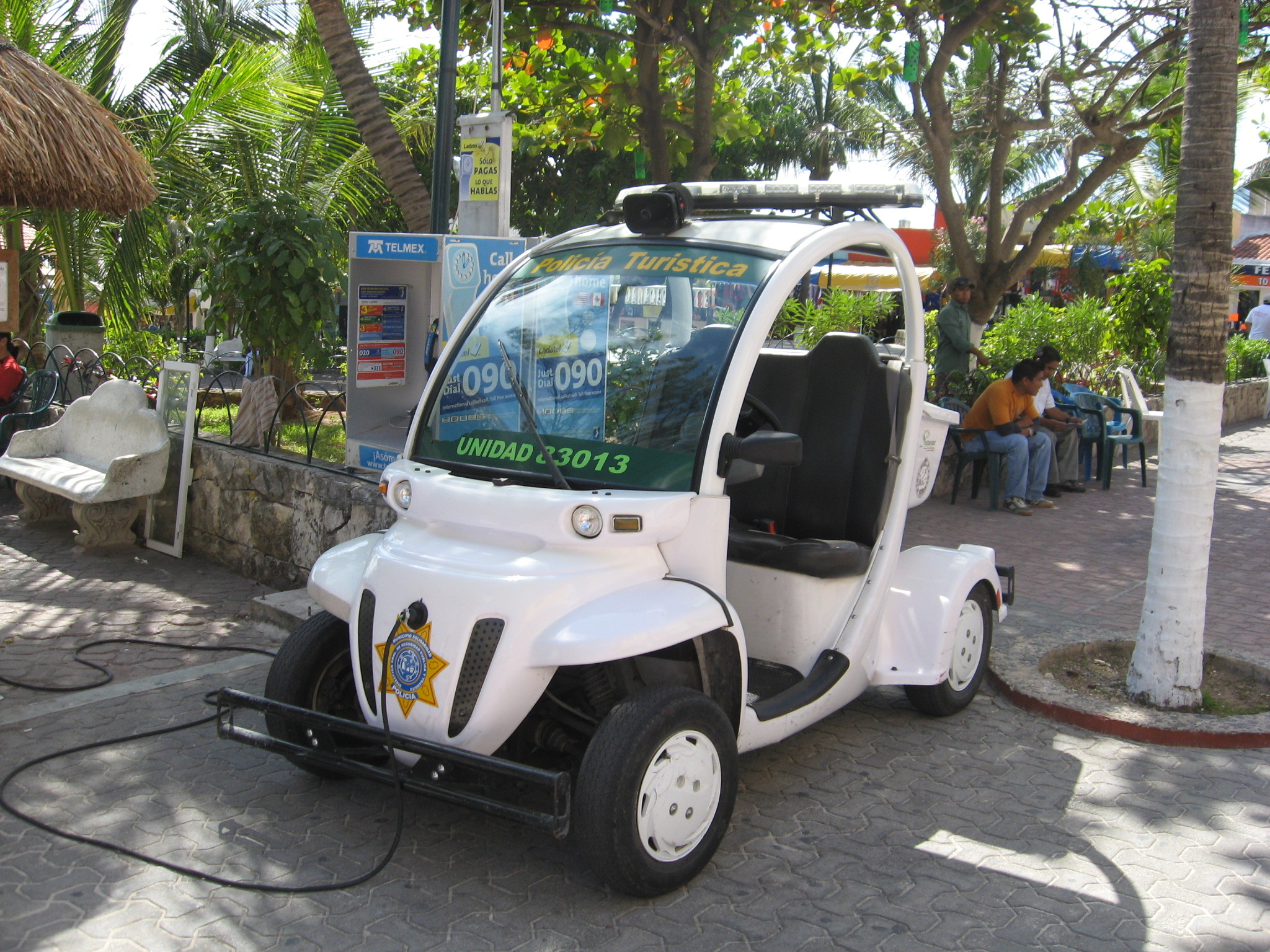
メキシコ プラヤ・デル・カルメンの観光警察に使われていた充電中のGEM e2

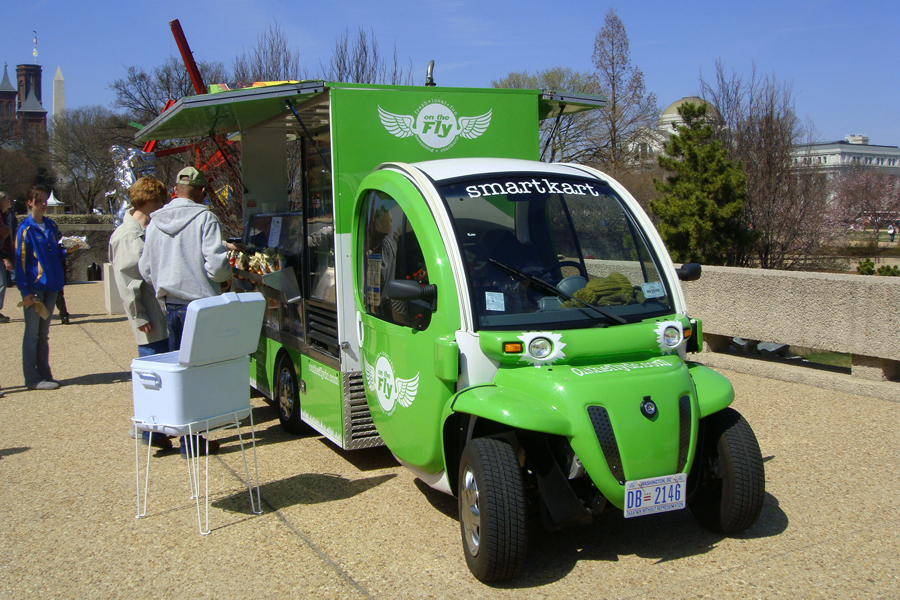
食べ物の路上販売で使われていたGEM xLXD、ワシントンD.C. ナショナル・モールにて

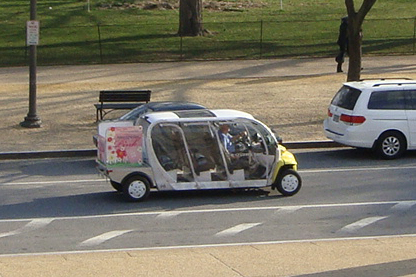
ワシントンD.C. ナショナル・モールのNEV GEM e6

米国内の現代のコミュニティは殆どが商業地域やその他の地域から近隣を分け、NEVでは合法的または安全に行けない比較的高速な大通りでそれらを接続するように計画されている。自転車と異なり、特別な道路や通行権は普通はNEVでは利用できない。
その結果、NEV用に個別の道路を提供するコミュニティや、旧市街で見られる伝統的な格子状の市街計画など低速交通に一般に適合するコミュニティで、NEVは最も一般的である。引退者やゴルフクラブのコミュニティは特別に設計されることがあり、ある時は幹線道路のバイパス道路が、またある時には住宅設計に追加のミニガレージが含まれる場合がある。以下を含む、いくつかのコミュニティはこれを考慮して設計されるか、またはNEVを促進するためその他の段階を踏んでいる。
NEV向けに特化して設計された街
- 米国 フロリダ州 セレブレーション
- 香港 ディスカバリー・ベイ（制限500台；ただし現在はガソリンエンジンのゴルフカートが使用されている）
- 米国 フロリダ州 The Villages

その他NEVの運行が許可されている街
- 米国 オハイオ州 Put-in-Bay
- 米国 カリフォルニア州 ロサンゼルス Playa Vista
- 米国 カリフォルニア州 Lincoln、人口3万人以上の都市でNEV Transportation Plan受賞[4]。
- 米国 カリフォルニア州 Coronado[5]
- カナダ マニトバ州 Leaf Rapids、住宅購入者にゴルフカートを無償提供[6]。

電気ハイブリッド輸送システムと同様に、低価格で必要にして十分な技術の革新的な輸送システムがインドで開発されている。
米陸軍は3年以内に4,000台のNEVをリースすることを発表した。陸軍は、セキュリティパトロールとメンテナンスと配達サービスと同様に、基地周辺の人員輸送のためNEVを使うことを計画した 。

## 事例
- Global Electric Motorcars（GEM）
- Miles Automotive Group
- MIT Car
- REVA
- The Kurrent
- ZENN (Feel Good Cars)
- Personal Urban Mobility and Accessibility（提案）